# カンゾー先生
『カンゾー先生』（カンゾーせんせい）は、1998年公開の日本映画。
監督は今村昌平。坂口安吾の原作を、今村とその息子である天願大介が脚色した。出演は柄本明、麻生久美子、松坂慶子ら。
日本が敗戦を間近に控えた岡山県を舞台に、患者を「肝臓炎」としか診断しないことから「カンゾー先生」と揶揄される医者と、彼を取り巻く人々の人生を描いた喜劇映画である。カンヌ国際映画祭特別招待作品。

## キャスト
- 赤城風雨：柄本明
- 万波ソノ子：麻生久美子
- ピート：ジャック・ガンブラン
- 鳥海：世良公則
- 梅本：唐十郎
- トミ子：松坂慶子
- 赤城一郎 ：田中実
- 伊藤歩
- 田口トモロヲ
- 金山一彦
- 山本晋也
- 北村有起哉
- 神山繁
- 裕木奈江
- 渡辺えり子
- 伊武雅刀
- 小沢昭一
- 清水美砂
- 山谷初男

## スタッフ
- 監督 / 脚色：今村昌平
- 助監督：桑原昌英
- 原作：坂口安吾
- 脚色：天願大介
- プロデューサー：飯野久 / 松田康史
- 撮影：小松原茂
- 水中撮影：武田篤 / 田中知二 / 山本亨
- 音楽：山下洋輔 / 栗山和樹
- 音楽プロデューサー：おくがいち明
- 美術：稲垣尚夫
- 録音：紅谷愃一
- 照明：山川英明
- 編集：岡安肇
- 衣装：斉藤育子

## 製作
今村昌平が30年もの間温めていた企画である。主人公の医者には、実際に開業医だった今村の父が投影されており、想いを込めて描いたという。ラストで広島の原爆投下らしき画を見せるため、時代背景は昭和20年頃で、その時代設定では予算がかかる作品として実現は困難とされていた。

### キャスティング
主演は当初、北村和夫に打診されたが、手術を受けたために無理となり、三國連太郎を起用。しかし、撮影の1週間目ほどで自ら降板し、別の役で出演していた柄本で撮り直されることになった（なお、緒形拳は北村に頭を下げてまで主演を希望したが、今村に断られたという）。三國の降板の理由について、今村側は「三國の台詞覚えが悪い」、三國側は「撮影中に膝を悪くした」と説明が分かれている。後日、当時現場にいた柄本は「100テイク近く撮り直ししていた。その後、降板が決まった」と語っている。
注目を浴びたのがヒロイン、万波ソノ子役に抜擢された新人・麻生久美子。当時糖尿病で足が悪くなっていた71歳の今村監督にかなりしごかれたという。

### 撮影
原作「肝臓先生」の舞台は伊豆の伊東であるが、今村はラストで広島の原爆投下を見せるため、場所を瀬戸内に設定し直している。
1997年7月中旬から岡山県牛窓を中心に、広島市や香川県小豆島などで、約4ヵ月間、全員合宿してロケが行われた。

### 編集
当初の完成バージョンは3時間を越えていたが、興行上の問題から配給する東映の要請で、今村は倒れそうな思いで1時間ほどカットして2時間9分に再編集して劇場公開された。今村は「当初の3時間バージョンの方がはるかに面白かった」としている。紅谷は「監督は結構思い切りよくズバズバと切っていきました」と証言している。

## ロケ地
- 岡山県
  - 瀬戸内市牛窓[1][2]
  - 岡山市建部駅 - 北区建部町中田
  - 岡山市犬島 - 東区[1][2]
- 広島県
  - 広島市出汐 - 南区[1][2]
- 香川県
  - 小豆島 - 小豆郡[1][2]。

## 宣伝
キャッチフレーズは「人間は美しく、たくましきバクテリアなり」。

## 作品の評価

### 興行成績
柄本明と麻生久美子が多くの映画賞を獲ったが、興行は振るわず。

## 受賞歴
- 第22回日本アカデミー賞 最優秀主演男優賞（柄本明） / 最優秀助演女優賞（麻生久美子） / 新人俳優賞（麻生久美子）[9]
- 第23回報知映画賞 主演男優賞（柄本明）/ 助演女優賞（麻生久美子）
- 第72回キネマ旬報ベスト・テン 日本映画第4位 読者選出日本映画ベスト・テン6位/ 主演男優賞（柄本明）
- 第53回毎日映画コンクール 日本映画優秀賞/音楽賞（山下洋輔）
- 第11回日刊スポーツ映画大賞 主演男優賞（柄本明）
- 第20回ヨコハマ映画祭 最優秀新人賞（麻生久美子）[10]